# Régis Bonnessée
Régis Bonnessée (Levallois-Perret, 15 marzo 1979) è un autore di giochi e editore francese di giochi da tavolo. È noto per aver ideato giochi come Seasons e Dice Forge, e per aver prodotto il pluripremiato Dixit. Nel 2008 ha fondato a Poitiers la casa di produzione Libellud di cui è direttore.

## Biografia
È stato presidente dell'associazione REEL.
Nel 2008 ha fondato Libellud e nel 2009 ha ricevuto il secondo premio nazionale «Envie d'agir»,  dedicato ai giovani imprenditori, nella categoria "Imprenditoria sociale".
Il primo gioco edito e pubblicato da Libellud nel 2008 è stato Dixit, che nel 2010 ha vinto lo Spiel des Jahres, il premio più prestigioso per i giochi da tavolo, in questa occasione vinto per la prima volta da un editore francese.
Un aspetto caratteristico dei giochi ideati da Régis Bonnessée ed editi da Libellud sono le atmosfere fantasy ricche di elementi magici e fiabeschi, come in Seasons e Dice Forge.

## Ludografia[2][3][4]
- Colony, 2000, Hexagames
- Merchants of Empire, 2002, Hexagames
  - Himalaya, 2004, Tilsit
  - Lords of Xidit, 2014, Libellud
- Seasons, 2012, Libellud
  - Seasons – Enchanted Kingdom, 2013, Libellud
  - Seasons – Path of Destiny, 2014, Libellud
- Dice Forge, 2017, Libellud

### In collaborazione con Guillaume Blossier
- Himalaya 5 & 6, 2006, Tilsit

### In collaborazione con Jean Louis Roubira
- Archeo, 2002, Hexagames
- Moonster, 2002, Hexagames
- Dixit, 2008, Libellud
- Dixit 2, 2010, Libellud
- Fabula, 2010, Libellud